# Save Me from Myself (chanson)
Cet article concerne la chanson de Christina Aguilera. Pour l'album de Brian Phillip « Head » Welch, voir Save Me from Myself.
Singles de Christina Aguilera
Slow Down Baby / Oh Mother
(2007) Keeps Gettin' Better
(2008)
Save Me from Myself est une chanson promotionnelle de l’album Back to Basics de Christina Aguilera. Elle a été écrite par Aguilera, Linda Perry, Bill Bottrell et produite par Perry.

## Composition
Save Me from Myself est une ballade acoustique, accompagné d'une simple guitare ou la chanteuse dédicace à son mari. La chanson passait à l'antenne de Kiss FM aux États-Unis.

## Promotion
Le single a été distribué dans quelques radios américaine pour une campagne publicitaire pour son deuxième parfum intitulé Christina Aguilera.

## Vidéo Clip
La vidéo a été filmée par Aguilera elle-même en hommage à ses fans, et célébrer la naissance de son premier enfant, Max. La vidéo musicale a été dirigée par Christina Aguilera et Linda Perry.

## Liste des titres
DVD single
1. Save Me from Myself - 3:13
2. Save Me from Myself (music video)

## Crédits et personnels
- Auteur/Compositeur - Christina Aguilera, Linda Perry, Bill Bottrell
- Production - Max Martin
- Guitare Classique - Linda Perry
- Voix - Christina Aguilera